# 자체 개발 상품
자체 개발 상품(영어: private label product, store brand, own brand)은 어떤 기업이 생산하거나 제공하는 제품에 다른 기업의 상표를 붙인 제품을 말한다. 식품에서부터 화장품, 웹 호스팅까지 자체 개발 상품의 범위도 넓은 편이다.
자체 개발 상품은 유통업체가 제조업체와 직접 계약을 맺어 유통구조가 상대적으로 단순하기 때문에 각 유통 단계별로 들어가야 하는 중간 유통 마진이 줄어들고, 마케팅 비용이 들지 않기 때문에 소비자의 선택폭이 다양해지고 저렴하게 구입할 수 있으며 일반 브랜드에서 구할 수 없는 상품들을 자체 개발 상품으로 구할 수도 있다. 유통업체는 상품에 대한 소비자의 평가를 빠르게 파악할 수 있으며, 제조업체는 유통업체가 보유한 광대한 유통망을 통해 국내 또는 해외에 판매할 상품을 개발해 판매할 기회를 얻을 수 있다는 장점이 있다.
그러나 자체 개발 상품 확대가 소매업체의 경쟁력을 저하시키는 사례도 있다. 미국의 시어스(Sears)의 경우, 자체 개발 상품 위주로 매장에 진열했다가 소비자의 외면을 받았다. 또 제품 가격을 낮게 맞추면서 품질이 일반 상품과 차이가 날 수 있다. 실제로 대한민국의 이마트는 자체 개발 상품이 일반 상품과 품질면에서 차이가 없다고 광고하다 이후 제조사의 일반 제품과 미세하지만 차이가 있다고 시인하기도 했다.